# Władysław Krzyżanowski (lekarz)
Władysław Krzyżanowski (ur. 8 sierpnia 1942 w Pieczyskach) – polski lekarz i polityk, poseł na Sejm X kadencji (1989–1991).

## Życiorys
Ukończył w 1966 studia na Wydziale Lekarskim Akademii Medycznej w Białymstoku. Po ukończeniu studiów przez dwa lata odbywał staż podyplomowy w Szpitalu im. Marii Curie-Skłodowskiej w Ostrowi Mazowieckiej oraz przyjął się do Pogotowia Ratunkowego jako lekarz dyżurny do 1973. Pracował w Państwowej Przychodni Rejonowej w Ostrowi Mazowieckiej, po czym przeniósł się do pracy na Oddziale Wewnętrznym szpitala. W 1973 awansował na stanowisko zastępcy ordynatora (od 1976 do 1982 i od 1986 ordynator), został również powołany na stanowisko dyrektora Zakładu Opieki Zdrowotnej (ponownie od 1987). Od 1982 przez cztery lata leczył w libijskim szpitalu w Zalitanie. W 2007 uhonorowany tytułem „Menedżer Roku 2007 w Ochronie Zdrowia”. W 2008 objął stanowisko dyrektora szpitala w Łosicach.
W 1989 uzyskał mandat posła na Sejm kontraktowy. Został wybrany w okręgu ostrołęckim z puli Polskiej Zjednoczonej Partii Robotniczej, do której należał od 1968 do rozwiązania. Na koniec kadencji pozostawał posłem niezrzeszonym. Był członkiem trzech komisji sejmowych: Łączności z Polakami za Granicą, Zdrowia oraz Nadzwyczajnej do rozpatrzenia projektów ustaw związanych ze stabilizacją gospodarczą oraz zmianami systemowymi.
Zaangażowany w działalność Polskiego Czerwonego Krzyża (został prezesem zarządu powiatowego) oraz Polskiego Towarzystwa Lekarskiego. Od 1986 działał na rzecz przywrócenia izb lekarskich. W 1998 stanął na czele lokalnego ugrupowania Porozumienie Samorządowe Powiatu Ostrowskiego – Ziemia Ostrowska. Był radnym Wojewódzkiej Rady Narodowej w Ostrołęce, w 2010 został wybrany na urząd burmistrza Ostrowi Mazowieckiej. W 2014 nie uzyskał reelekcji, został natomiast wybrany na radnego rady miejskiej. W 2018 i 2024 był wybierany na radnego powiatu ostrowskiego.

## Odznaczenia
W 1980 otrzymał Złoty Krzyż Zasługi. W 2000 odznaczony Krzyżem Oficerskim Orderu Odrodzenia Polski.